# Santa Lucia luntana...
Santa Lucia luntana... è un film del 1951 diretto da Aldo Vergano, ispirato all'omonima canzone napoletana.

## Produzione
Il film, a carattere musicale, rientra nel filone dei melodrammi sentimentali, comunemente detto strappalacrime, molto in voga in quegli anni tra il pubblico italiano, in seguito ribattezzato dalla critica con il termine neorealismo d'appendice.

## Incassi
Incasso accertato sino a tutto il 31 marzo 1959: 143.144.700 lire dell'epoca.